# Distrito de Antsohihy

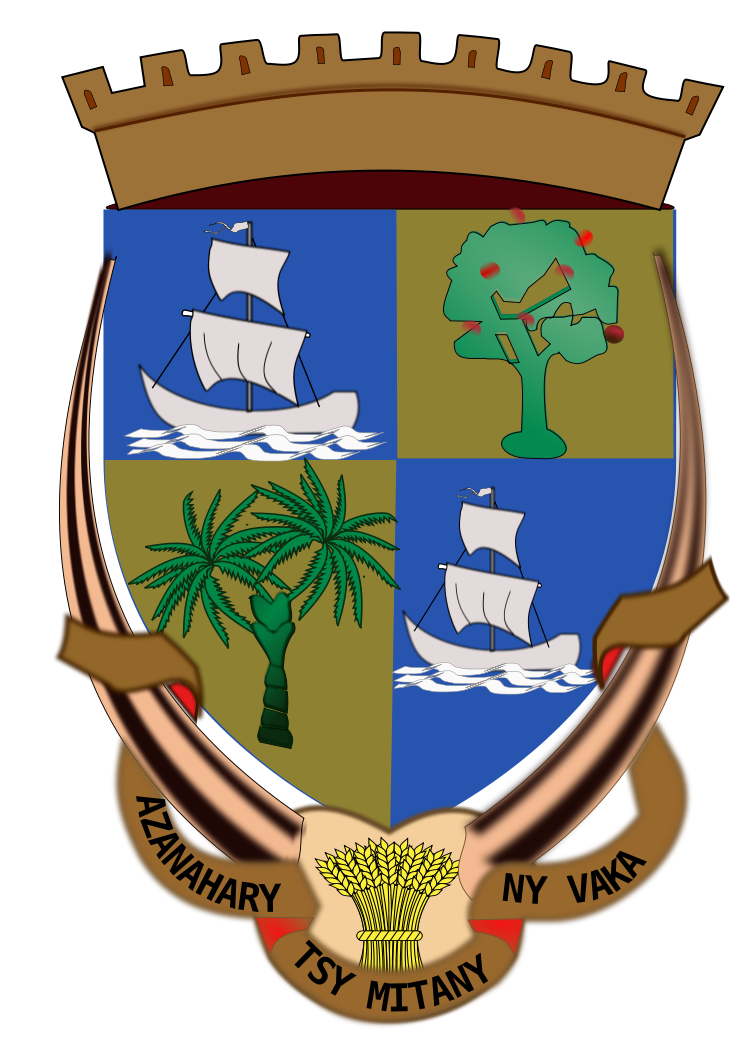
Distrito de Antsohihy

Antsohihy es un distrito en el norte de Madagascar. Es una parte de la Región de Sofía. La zona mide 5 125 kilómetros cuadrados y la población se estima en 107 717 habitantes en 2001.
El distrito se divide en 12 comunas.
- Ambimadiro
- Ambodimanary
- Ambodimandresy
- Ampandriakalindy
- Anahidrano
- Andreba
- Anjalazala
- Anjiamangirana I
- Ankerika
- Antsahabe
- Antsohihy
- Maroala